# Wspólnota Kościoła Chrześcijan Baptystów w Kędzierzynie-Koźlu
Wspólnota Kościoła Chrześcijan Baptystów w Kędzierzynie-Koźlu – placówka Kościoła Chrześcijan Baptystów znajdujący się w Kędzierzynie-Koźlu, przy ulicy Bema 15.
Nabożeństwa odbywają się w każdą niedzielę o godzinie 13:00.